# トムとジェリー in ニューヨーク
『トムとジェリー in ニューヨーク』（英題:Tom and Jerry in NEW YORK）は2021年に公開されたアニメーション作品。
『トムとジェリー』の続編的立ち位置の作品。基本的には『トムとジェリー ショー』のスタッフ群が制作をしている。

## あらすじ
大都市ニューヨーク。そこのロイヤルゲートホテルを中心として、ご存知トムとジェリーが追いかけっこを繰り広げる。

## 放送
アメリカ合衆国ではHBO Maxで2021年7月1日でアメリカ合衆国で配信。カナダでは2021年9月18日からテレトゥーンで放送された。
日本では2021年11月3日からカートゥーン ネットワークで放送。2022年2月13日に他の作品が同じくカートゥーンネットワークにて放送された。

## キャスト
- リッチ・ダンハクル, ウィリアム・ハンナ, リベ・ベアル - トム, ジェリー
- キャス・スーシー - タフィー
- ジョーイ・ダウリア - ブッチ
- リック・ジーフ - スパイク
- ディー・ブラッドリー・ベイカー - タイク
- サム・クワズマン - クワッカー
- レイチェル・マクファーレン - トゥードルス, グウェニー, リタ・マクディーバ
- グレイ・デリスル - Female Zoo Patron, Pigeon, Zoo Announcer
- ダイアン・ミシェル - Old Lady, ヴァンダルカシアン夫人
- ラレイン・ニューマン - ロージー
- サンディ・フォックス - 図書館員
- ケイティ・リー - Dowager, Little girl
- カルロス・アラズラキ - 強盗
- ジェニファー・ヘイル - Kid
- ジル・ティレイ - Mouse citizen 2#
- キンバリー・ブルックス - 中将の母親
- ダニエル・ロス - ジミー
- トレバー・デヴァル - トムのスタントマン
- レジ・デイビス - クレイトン軍曹
- フルーラ・ボーグ - グンナル
- カリ・ウォールグレン - お母さん
- レスリー・デヴィッド・ベイカー - パイパーさん
- クリス・エッジリー - ロルフ, ルディ
- ブライアン・T・デラニー - チャップマン, Zoo guard
- アシュリー・バーチ - Crowd 1#
- カート・カナザワ - Digital translator, Announcer
- ジェス・ハーネル - Rat 8#
- フランク・ウェルカー - Rat 5#
- JP・カーリアック - Man 12#
- クリー・サマー - Queen
- ジュリー・ネイサンソン - Little girl 4#
- ケイトリン・ロブロック - Additional voices
- ローレン・トム - Additional voices
- ローリー・フレイザー - Additional voices
- ケリー・ケニー・シルバー - Animal vocalizations, Additional voices
- ダナ・スナイダー - Rat 2#, Lightning
- キャシー・カヴァディーニ - Additional voices
- キオネ・ヤング - Rat 1#
- ローラ・ベイリー - Kid 6#
- レイチェル・ドラッチ - Additional voices
- シェリル・ハインズ - Reporter, Walla Female
- エリカ・ラトレル, シンディ・ロビンソン - Karate mouse walla
- オリビア・オルソン - Crowd 7#, Additional voices
- ララ・ジル・ミラー - Additional voices
- ウェンディ・マクレンドン・コヴィー - Boy walla
- ヒンデン・ウォルチ - Mouse citizen 8#